# Callipallene pacifica
Callipallene pacifica là một loài nhện biển trong họ Callipallenidae. Loài này thuộc chi Callipallene. Callipallene pacifica được miêu tả khoa học năm 1939 bởi Hedgpeth.